# Live My Life
Singles par Far East Movement
Jello
(2011)
Singles par Justin Bieber
Mistletoe
(2011) Boyfriend
(2012)
Singles par Redfoo
Sorry for Party Rocking
(2011)
Live My Life est une chanson du groupe américain d'électro hop Far East Movement issue de l'album Dirty Bass. Le chanteur canadien de pop Justin Bieber participe également à la chanson en chantant le refrain.Redfoo le chanteur des LMFAO apparait  dans le clip. La chanson est sortie le 28 février 2012 aux États-Unis en téléchargement légal.

## Parution
La participation de Justin Bieber marque un tournant musical dans sa carrière. Bieber avait en effet annoncé que son troisième album Believe serait différent des autres. Ce fut toutefois sa participation avec de grands noms du rap américain (à l'image de sa collaboration avec Lil Wayne) qui était attendue. Mais ce fut le rappeur Snoop Dogg qui aurait vraisemblablement présenté Bieber au groupe Far East Movement. 

## Liste des pistes
- Téléchargement digital[3]

1. "Live My Life" (featuring Justin Bieber) – 3:59

- Téléchargement digital — remix[4]

1. "Live My Life" (Party Rock Remix) (featuring Justin Bieber et Redfoo) – 4:16

- CD single

1. "Live My Life" (featuring Justin Bieber) – 3:59
2. "Live My Life" (Party Rock Remix) (featuring Justin Bieber et Redfoo) – 4:14

## Classement par pays
| Classement (2012)                       | Meilleure position |
| --------------------------------------- | ------------------ |
| Australie (ARIA)                        | 14                 |
| Autriche (Ö3 Austria Top 40)            | 20                 |
| Belgique (Flandre Ultratop 50 Singles)  | 16                 |
| Belgique (Wallonie Ultratop 50 Singles) | 7                  |
| Canada (Canadian Hot 100)               | 4                  |
| République tchèque (Radio Top 100)      | 2                  |
| Danemark (Tracklisten)                  | 17                 |
| Finlande (Suomen virallinen lista)      | 15                 |
| France (SNEP)                           | 40                 |
| Allemagne (Media Control AG)            | 8                  |
| Irlande (IRMA)                          | 6                  |
| Pays-Bas (Single Top 100)               | 45                 |
| Nouvelle-Zélande (RMNZ)                 | 15                 |
| Norvège (VG-lista)                      | 3                  |
| Suède (Sverigetopplistan)               | 13                 |
| Suisse (Schweizer Hitparade)            | 6                  |
| Royaume-Uni (UK Singles Chart)          | 7                  |

## Certification
| Pays                     | Disque de certification | Seuil  |
| ------------------------ | ----------------------- | ------ |
| Danemark                 | Or                      | 15 000 |
| Australie                | Platine                 | 70 000 |
| Nouvelle-Zélande (RIANZ) | Or                      | 7 500  |

## Historique de sortie
| Pays        | Date            | Format                              | Label                                  |
| ----------- | --------------- | ----------------------------------- | -------------------------------------- |
| États-Unis  | 28 février 2012 | Téléchargement digital              | Cherrytree Records, Interscope Records |
| États-Unis  | 6 mars 2012     | Téléchargement digital — remix      | Cherrytree Records, Interscope Records |
| États-Unis  | 3 avril 2012    | Rhythmic contemporary radio airplay | Cherrytree Records, Interscope Records |
| Allemagne   | 6 avril 2012    | CD single                           | Cherrytree Records, Interscope Records |
| Royaume-Uni | 30 avril 2012   | Téléchargement digital              | Cherrytree Records, Interscope Records |